# Ladislav Tondl
Ladislav Tondl (28. února 1924 Znojmo – 7. srpna 2015 Praha) byl český logik, sémantik, filozof a teoretik vědy. V roce 1949 získal titul doktora filozofie, k jeho dalším titulům patřil RSDr., DrSc., v padesátých letech působil jako profesor dialektického materialismu.

## Biografie
Ladislav Tondl žil a tvořil v několika přelomových obdobích středoevropského vývoje. Jeho odborný zájem byl vždy široký a založený na tvůrčím, průkopnickém a zodpovědném přístupu ke každému tématu, který bychom v dnešní terminologii lehce mohli označit za inter-či transdisciplinární. Již v prvních letech vysokoškolského studia, těsně po druhé světové válce, se seznámil se souhrnnou americkou monografií o povaze jazyka a významech slov. V té době netradiční a obtížně uplatnitelná oblast však významně ovlivnila celou jeho pozdější badatelskou činnost.
Během více než šedesátiletého vědeckého působení prof. Ladislav Tondl zformuloval a zahájil řadu závažných koncepčních výzkumných programů. Jeho první větší monografie k tematice sémantiky, sémiotiky a komunikace, publikovaná v nakladatelství Academia v r. 1966, navazovala na jeho přednášky a semináře pro lingvisty na Univerzitě Karlově v Praze. Později vyšla v ruském překladu v Moskvě a v anglickém překladu v edici bostonské univerzity, byla však zároveň také jednou z příčin autorova vynuceného odchodu z UK v padesátých letech dvacátého století.
S totalitní mocí a bariérami fundamentalistické ideologie se prof. Tondl opakovaně střetával a v některých obdobích byl vystaven různým formám represí. Přesto však díky své houževnatosti a pracovitosti prožil intelektuálně velmi plodné období v Ústavu teorie informace a automatizace ČSAV. V roce 1968, po své první rehabilitaci, byl jmenován řádným profesorem Univerzity Karlovy a založil při Československé akademii věd Kabinet pro teorii a metodologii vědy, kde spolu s prof. Karlem Berkou založil a začal vydávat vědecký časopis Teorie vědy / Theory of Science. Kabinet však byl v období normalizace zrušen a profesor Tondl opět ztratil možnost přímo pokračovat ve svém tehdejším vědeckém zaměření.
Právě v této době musel vytrvale čelit arogantním snahám o omezování vědecké svobody. Vzhledem ke svému matematickému vzdělání a exaktnímu myšlení však naštěstí našel zaměstnání v technicko-inženýrské oblasti, kde se pak následujících dvacet let uplatnil v oboru informatiky, využití počítačových technologií a počítačové grafiky v projektování. Díky podpoře svých kolegů v tuzemsku a solidaritě renomovaných zahraničních vědců, kteří nadále prosazovali uveřejňování jeho prací, dokázal pokračovat v neobyčejně plodném výzkumu i v době, kdy již byl vyloučen z ČSAV a měl oficiálně zakázáno veřejně vystupovat. Navzdory tomu sepsal celou řadu velmi hodnotných vědeckých publikací, které byly vydány v USA, Francii, Německu, Polsku, Švédsku a po solidárních akcích některých ruských badatelů překvapivě vyšly i v ruském překladu. V zahraničí se stal výrazným a široce respektovaným představitelem analytického filosofického myšlení, udržoval těsné pracovní kontakty s profesionálně blízkými předními filosofy a logiky (s R. Carnapem, H. Simonem, T. Kotarbiňským, Y. Bar-Hillelem, K. Popperem, S. Kórnerem, F. Rappem, a později také s J.-J. Salomonem a dalšími).
Ladislav Tondl se v únoru 2014 dožívá 90 let, dodnes přitom patří mezi špičkové osobnosti české filosofie vědy a techniky. Jeho originální a objevné práce v oblasti sémantiky a sémiotiky, filosofie vědy a filosofie techniky dosáhly světového uznání. S jeho jménem je spojena i řada významných intelektuálních iniciativ směrem k veřejnosti, které se významně projevily např. v období Pražského jara a které dodnes, tedy i daleko po tzv. „sametové revoluci" v r. 1989, kdy byl prof. Tondl znovu plně rehabilitován a vrátil se pracovat do Akademie věd ČR, inspirují život vědecké obce.
Ladislav Tondl je autorem více než desíti knižních monografií vydaných v češtině, tří velkých zahraničních monografií a spoluautorem dalších sedmi zahraničních knižních titulů. V renomovaných mezinárodních časopisech publikoval více než dvě stovky vědeckých statí a na mnoha mezinárodních kongresech a sympoziích vystupoval s předem vyžádanými přednáškami. Je členem edičních rad mezinárodních časopisů a edičních řad (Erkentniss, Theory and Decision Library, Praxeology aj.), ale také zahraničních vědeckých společností (Association for the Philosophy of Science, Learned Society for Praxeology, International Council for Science Policy Studies). Akademie věd ČR v roce 1999 udělila prof. Tondlovi Čestnou oborovou medaili Františka Palackého za zásluhy v historických vědách. Nejvýznamnějšího ocenění se prof. Ladislavu Tondlovi dostalo na sklonku roku 2004, kdy obdržel od prezidenta České republiky Václava Klause Státní vyznamenání za zásluhy o stát v oblasti vědy.
Profesor Ladislav Tondl byl až do posledních dnů před svým náhlým skonem vědecky aktivní a s elánem sepisoval odborné publikace.

### Padesátá léta 20. století
- Stát a právo (studijní pomůcka). Vydáno v roce 1950.[2]
- Za marxisticko-leninskou filosofii – základ naší vědy. Vydáno v roce 1954.[3]
- Základy theorie poznání. Vydáno v roce 1956 ve spolupráci s KSČ a Večerní univerzity marxismu-leninismu.[4]
- Současná západní filosofie. Vydáno v roce 1958.[5]
- K problému kausální analysy společenského jednání.[6]

Byl členem KSČ. Za zmínku stojí i to, že v roce 1953 se zabýval Stalinovými ekonomickými statěmi. Ještě v roce 1965 vydala Československá společnost pro šíření politických a vědeckých znalostí a Vědecko-metodická rada pro základy marxisticko-leninské výchovy (Praha) jeho článek „Plánování vědeckotechnického pokroku“.

### Velké monografie zahraniční
- Scientific Procedures. D. Reidel, Boston, Dordrecht, 1974, 268 p.
- Problems of Semantics (rozšířená verze). Moskva 1974, D. Reidel, Boston, Dordrecht 1981, 403 p.
- Technisches Denken und Schlussfolgern. Neun Kapitel einer Philosophie der Technik. Berlin, edition sigma 2003, 208 s.

### Monografie domácí
- Problémy sémantiky. Academia, Praha 1966, 366 s.
- Člověk a věda. Academia, Praha 1969, 103 s.
- Věda, technika a společnost. Soudobé tendence a transformace vzájemných vazeb. Filosofia, Praha 1994, 182 s.
- Mezi epistemologií a sémiotikou. Deset studií o vztazích poznání a porozumění významu. Filosofia, Praha 1996, 223 s.
- Dialog. Sémiotické rozměry a rozhraní dialogu. Filosofia, Praha 1997, 214 s.
- Technologické myšlení a usuzování. Kapitoly z filozofie techniky. Filosofia, Praha 1998, 263 s.
- Hodnocení a hodnoty. Metodologické rozměry hodnocení. Filosofia, Praha 1999, 180 s.
- Znalost a její lidské, společenské a epistemické dimenze. Filosofia, Praha 2002, 136 s.
- Racionální činnost a svět artefaktů. Filosofia, Praha 2005, 127 s.
- Problémy sémantiky. Karolinum, UK Praha 2006, Edice Prameny k dějinám českého myšlení, 413 s.
- Půl století poté. (Pohledy na problémy sémantiky a sémiotiky v posledních desítiletích). Karolinum, UK Praha 2006, Edice Prameny k dějinám českého myšlení, 116 s.
- Člověk ve světě techniky. Nakladatelství Bor, Liberec, 2009, 200 s.

### Spoluautorství
- Scientific Thought. Mouton, Paris 1973, p. 89-106 (spoluautor)
- Contributions to the Philosophy of Technology. D. Reidel, Boston, Dordrecht 1974, p. 1-18 (spoluautor)
- Systems and Control Encyclopedia. Pergamon Press 1989 (studie "Semantic Information", "Pragmatic Information"), p. 4214-4216 (spoluautor)
- Broad and Narrow Interpretations of Philosophy of Technology. Kluwer 1990, p. 87-98 (spoluautor)
- Praxiologies and the Philosophy of Economics. Transaction Publ., London 1991, p. 635-654 (spoluautor)
- Vademecum der tschechoslowakischen Wissenschaft. Bonus Hölder, Wien 1992, S. 392 (spoluautor)
- Wien, Prag, Berlin. Der Aufstieg der Wissenschaftsphilosophie. Verlag Hölder, Wien  1992, S. 588-592 (spoluautor)

### Další vybrané publikace od roku 1990 do 2013
- Changes in Cognitive and Value Orientations in System Design. In: Broad and Narrow Interpretations of Technology. - (Ed. Durbin, P.). - Boston, Kluwer Academic Publ. 1990,  p. 87-100 (spoluautor)
- New Paradigms of Designing and the Function of CAD. Cybernetics and Systems -1990, - , p. 617-628
- O potřebnosti filozofie vědy. Filosofický časopis 38 1990, č. 5, s. 698-708
- Principy vědní a vědeckotechnické politiky v malé zemi. Teorie vědy 1 1990, č. 1 s. 7-16
- Value Structures and Their Relationship to Science and Research. Teorie vědy 1 1990, č. 3, s. 59-69
- Hodnotové struktury a jejich vztah k vědě a výzkumu. In: Ideová východiska vědní a vědeckotechnické politiky. - 1 - Praha, ÚTHV-V ČSAV 1990, s. 10‑22.
- Problémy hodnocení vědy. In: Ideová východiska vědní a vědeckotechnické politiky. - 5 - Praha, ÚTHV-V ČSAV 1990, s. 3-10
- Multikriteriální expertní hodnocení. In: Ideová  východiska vědní a vědeckotechnické politiky. - 5 - Praha, ÚTHV-V ČSAV 1990, s. 30-36
- Technické inovace a jejich řešení. Politická ekonomie - 1990, č.12, s. 1459-1472
- Systems Analysis of Rational Action and the Delegation Problems. System MS Research 6 1990, No. 4, p. 321-330
- Science, Technology, Transcendence of Horizonts and Responsibility. In: Proceedings of Mastech. - (Ed. Maison, R., A.). - Lyon, Mason Rhone-Alpes 1991, p. 187-198. [Mastech. Lyon (FR), 91.10.09-91.10.12]
- Value Structures and their Relationship to Science and Technology. Journal of Scientific and Industrial Research  50 1991, No. -  p. 222-228
- Orientacja poznawcza i orientacja aksjologiczna w projektowaniu systemowym. Projektowanie i systemy 13 1991, No.- , p. 79-89
- Proces evaluace základního výzkumu v humanitních a společenských  vědách. ÚTHV ČSAV, Praha 1991, 15 s. (spoluautor)
- Sociální hodnocení techniky. Příspěvek k analýze vzájemných vztahů vědy, technologie a společnosti. Západočeská univerzita, Plzeň 1992, 178 s.
- Humanizace vědy a techniky. Alma mater  1991-1992, č. 2,  s. 126-136
- System Evaluation of Rational Actions. In: Praxiologies and the Philosophy of Economics. - (Ed. Gasparski, W.). - Transaction Publ. 1992, p. 635-654 (spoluautor)
- Rudolf Carnap und Prag. In: Wien, Berlin, Prag: Der Austieg der wissenschaftlichen  Philosophie. - (Ed. Haller, R.). - Wien, Verlag Hölder-Pichler-Tempsky 1993,  - S. 588-592. (L. Tondl a spoluautoři)
- Semiotic and Information Features of Technological Artefacts. In: Proceedings of the Prague Conference on System Science. - Praha, AFSET 1993, - p. 1298-1306. [Seconde European Congress on Systems Science. Praha (CZ), 93.00.00]
- Stimulující funkce vědy a aktivní společnost. Alma mater - 1993, č. 3, s. 273-284
- Je oprávněné uvažovat o sémiotice technických artefaktů? Filosofický časopis 41 1993, č. 4 ,  s. 642-664
- Hodnocení vědy a techniky. In: Meziuniverzitní program studií budoucnosti.-3- Praha, VŠE 1993, s. 167-170 (spoluautor)
- Myslí lidé konce dvacátého století racionálně ? Tvorba  4(13) 1994, č.2, s. 9‑11
- Kritická sebereflexe soudobé vědy, změny paradigmat v pojetí a funkcích vědy na konci 20. století. In: Směřování české vědy. - Praha, Vědecká rada AV ČR 1994, s. 26-35. [Konference vědecké rady AV ČR. Třešť (CZ), 94.04.06-94.04.07]
- Co je tematická struktura vědy? Teorie vědy 1994, č.1, s. 5-28
- Profesní etiky a étos povolání. Teorie vědy 3(16) 1994, č. 1-2, s. 119-130
- Epistemická funkce modelů a technické projektování.  In: Model a analogie ve vědě, umění a filozofii. - (Ed. Stachová, J.). - Praha, Filosofia - Filosofický ústav AV ČR 1994, s.106-124. [Model a analogie ve vědě, umění a filozofii. Praha (CZ), 93.11.02-93.11.03]
- Co to jest struktura tematyczna nauki? Zagadnienia naukoznawstwa (kwartalnik)  30 1994, No. 1-4( 119-122), p. 17-32
- Změny společenského postavení vědy a výzkumu a jejich vlivu na formování prioritních směrů výzkumu v ČR. Kabinet pro studium vědy, techniky a společnosti při FLÚ AV ČR, Praha 1994, 48 s. (spoluautor)
- An Approach to Semiotics of Graphic Communication. In: Logica '94. - (Ed. Childers, T.; Majer, O.). - Praha, Filosofia  1995, s. 223-235. [Logica '94 /8/. Liblice (CZ), 94.05.29]
- Kultura dialogu a komunikace. Nová přítomnost 1 1995, č. 3, s. 10-11
- Směr času, filozofie techniky a hodnocení techniky. Filosofický časopis 43 1995, č. 1, s. 65-80
- Étos povolání. Nová přítomnost 1 1995, č.1, s. 18-19
- Změny společenského postavení vědy a výzkumu a jejich vlivu na formování prioritních směrů výzkumu v ČR (s ohledem na humanitní a sociální obory). In: Prioritní směry výzkumu, ano, či ne? - Praha, Kancelář GA ČR 1995, s. 46-82 (spoluautor)
- Epistemická kompetence a problémy semiotického rozhodování. In: Realismus ve vědě a filosofii. - (Ed. Nosek, J.; Stachová, J.). -Praha, Filosofia 1995, s. 24-40. [Realismus ve vědě a filosofii. Praha (CZ), 94.11.08-94.11.11]
- Kultura dialogu a formy monologu. Slovo a slovesnost 56 1995, s. 161-173
- Kultura dialogu a komunikace. Nová přítomnost 1 1995, č. 3, s. 10-11
- K diskusím o hodnocení vědy. Vesmír 74 1995, č. 4, s. 213-214  (spoluautor)
- The Importance of Dialogue Between Science and Society. In: Changing Trends in Science Policy - A Symposium on the Theory and Practice of Science Policy. - Göteborg 1995. [Changing Trends in Science Policy - A Symposium on the Theory and Practice of Science Policy. Göteborg (SE), 95.11.23-95.11.26]
- Jistoty, věda a ideologie. (Semiotický přístup). Organon F 2 1995, č.3, s. 244‑258
- Czy rozwazanie semiotyki artefaktów technicznych jest uzasadnione? Projektowanie i Systemy 15 1995, s. 9-27
- Vstup neurčitosti do způsobů myšlení. Teorie vědy - Theory of Science 4(17) 1995, č. 2-3, s. 5-21
- Identifikace, identita a synonymie. (Ve světle interpretací Leibnizových principů). Teorie vědy - Theory of Science 4(17)  1995, č. 2-3, s. 23-49
- O atributu "racionální". Teorie vědy - Theory of Science 4(17) 1995, č. 2-3, s. 51-77
- The Culture of Dialogue and the Forms of Monologue. A Semiotic Study. European Journal for Semiotic Studies 7 1995, No 3,4, p. 693-716
- L'importance du dialogue entre la science et la société. Intracomm  1996, No 7, p. 2-6
- Technological Assessment and the Start of Technical Solutions. In: Constraints to Freedom of Scholarship and Science. - (Ed. Kushner, E., Dence, M. R.).- Canada, The Royal Society of Canada 1996, p. 135-157
- Změny trendů ve vědní politice. Forum scientiae  3 1996, č. 1/2/3, s. 24-25 [Zasedání Mezinárodní rady pro studie vědní politiky v Göteborgu. Göteborg (SE), 95.11.23 - 95.11.25]
- Poznání jako systém. (Tvorba sítě vztahů mezi soubory cílů, poznávacích činností a artefaktů s poznávací funkcí). Teorie vědy - Theory of Science 5(18) 1996, č.1-2, s. 7-32
- Změny v pojetí sociální funkce vědy. Teorie vědy - Theory of Science 5(18) 1996, č. 1-2, s.  33-57
- Význam dialogu vědy se společností. Teorie vědy - Theory of Science  5(18) 1996, č.1-2, s. 155-177
- Imperativ kvality. Poznámky a úvahy účastníka mezinárodní konference o transnacionálním vzdělání. Aula 4 1996, č.4, s. 64-73 . [Mezinárodní konference (Global Alliance for Transnational Education). Londýn (GB), 96.09.01]
- Ovládání a řízení dialogu.  Teorie vědy - Theory of Science 5(18) 1996, č.3-4, s. 155-176
- Technology Assessment and the Start of Technological Solutions. In: Constraints to freedom of scholarship and science. Proceedings of an International Symposium November 1991. - (Ed. Kushner, E.; Dence, M. R.). - Ottawa, University of Toronto 1996, p. 135-156. - ().[Constraints to freedom of scholarship and science. Ottawa (CA), 91.11.04-91.11.06]
- Changing Trends in Science Policy. Aula – 1996, s. 30-31
- The Quality Imperative. Observations from the InternationalConference on Transnational Education. Aula - 1996, s. 55-57 [Global Alliance for Transnational  Education. London (GB), 96.08.04-96.08.06]
- Epistemic Competence and Problems of Semiotic Decision-making.  European Journal for Semiotic Studies 8 1996, No 2,3, p. 483-502
- Co je tematická struktura vědy? Filosofický časopis 45 1997, č.1, s. 51-71
- Somme comments on semiotics of graphic communication. In: Semiotics around the World: Synthesis in Diversity. - (Ed. Rauch, I.; Carr, G., F.). - Berlin, Mouton de Gruyter 1997, p. 255-258. [International Association for Semiotic Studies, Berkeley 1994 /5./. Berkeley (US), 94.06.12-94.06.18]
- Význam dialogu vědy se společností (I.). Forum scientiae et sapientiae 4 1997, č.1-3, s. 25-26
- Informační a systémové dimenze techniky. Věda, technika, společnost/Teorie vědy 6(19) 1997, č.1, s. 39-64
- Věda, vysoké školství a intelektuální bohatství země. Aula 5 1997, č. 3, s. 2-8, (spoluautor)
- Věda, vysoké školy a rozvoj "intelektuálního bohatství". Forum scientiae et sapientiae 4 1997, č. 7-9, s. 7-10 (spoluautor)
- Věda, vysoké školy a rozvoj "intelektuálního bohatství". Věda, technika, společnost/Teorie vědy 6 (19) 1997, č. 2-3,  s. 145-156 (spoluautor)
- O významu intelektuální a morální solidarity. Tvorba 1997, č. 2,  s. 25-27 Specific Problems of the Transformation of Doctoral Studies to NewForms. In: Academies in Transition: Transformation of Science and Society. - Košice, Slovak Academy of Sciences 1997, s. 4. [Transformation of Science and Society. Košice (SK), 97.09.27-97.09.30]
- Cognition as a System. In: Issues and Images in the Philosophy of Science. Scientific and Philosophical Essays for Azarya Polikarov. - (Ed. Ginev, D.; Cohen, R., S.). - Dordrecht, Kluwer Academic Publishers 1997, p. 357-375
- Technikfolgenbeurteilung im Herzen Europas im tschechischen sozialen, ökonomischen, politischen und kulturellen milieu. Teorie vědy 6(19) 1997, č. 4, s. 85-96. ["TA in Mitteleuropa". Bonn (DE), 98.01.00] (spoluautor)
- Is It Justified to Consider the Semiotics of Technological Artefacts? In: In the World of Signs. Essays in honour of Professor Jerzy Pelc. - (Ed. Jadacki, J., J.; Strawinski, W.). - Amsterdam, Rodopi B. V. 1998, p. 375-395. - (Poznaň Studies in the Philosophy of the Sciences and the Humanities. 62)
- Multikriteriální hodnocení vědecké činnosti. Aula 6 1998, č. 1, s. 71-79
- The Direction of Time, the Philosophy of Technology and Technology Assessment. In: Hans Reinbach Philosophie im Umkreis der Physik.- (Ed. Poser, H., Dirks, U.).- Akademie Verlag 1998, S. 97-109.
- Možné světy a komunikace. Česká literatura 46 1998, č.2, s. 177-188
- Science, Higher Education and the Intellectual Wealth of a Country. Aula - 1998, s. 30-31 (spoluautor)
- The Importance of Dialogue Between Science and Society. In: Dialoganalyse 6. - (Ed. Čmejrková, S.; Hoffmannová, J.;  Müllerová, O.;  Světlá, J.). - Tübingen, Max Niemeyer Verlag 1998, S. 197-210. [Dialogue Analysis 6 /6./. Praha (CZ), 96.04.18-96.04.20]
- Technikfolgenbeurteilung im Herzen Europas - im tschechischen sozialen, ökonomischen, politischen und kulturellen Milieu. Technikfolgenbeurteilung und Wissenschaftsethik in Ländern Ostmitteleurops 10/1 1998, S. 1-11 (spoluautor)
- Information and Systems Dimensions of Technological Artefacts. In: Advances in the Philosophy of Technology. - (Ed. Agazzi, E.; Lenk, H.). - Newark, Delaware, Society for Philosophy and Technology 1999, p. 331-351. [Meeting of the International Academy of the Philosophy of Science. Karlsruhe (DE), 97.05.00]
- Znalostní a hodnotové předpoklady hodnocení a rozhodování. In: Filosofie-věda-vzdělání. - (Ed. Demjančuk, N.). - Plzeň,  Vydavatelství Západočeské univerzity 1999, s. 12-23. [Mezinárodní konference "Filosofie-věda-vzdělání". Plzeň (CZ), 99.05.13-99.05.14]
- Technický svět, hodnoty a lidské dimenze. In: Globalizace současného světa a technické školství na přelomu tisíciletí. - (Ed. Kratochvíl, C.; Kotek, Vl.; Krejsa, J.). - Brno, VUT pro mechatroniku Ústav mechaniky těles 1999, s. 241-247. [Globalizace současného světa a technické školství na přelomu tisíciletí. Brno (CZ), 99.11.30-99.12.01]
- Assessment in Science and Science Assessment. In: Evaluation of Science and Technology in the New Europe. - (Ed. Bührer, S.; Kuhlmann, S.). - Bonn, Federal Ministry of Education and Research 1999, p. 191-209. [Evaluation of Science and Technology in the New Europe. Berlin (DE), 99.06.07-99.06.08]
- Poznání jako systém. Filosofický časopis 47 1999, č. 2, s. 227-246.
- Preference a preferenční uspořádání v kontextech hodnocení a rozhodování. Organon F 6 1999, č.3, s. 207-222.
- Knowledge and Value Prerequisites of Evaluation and Decision-Making. (Comments on Major Features of Knowledge Society). Věda, technika, společnost 8(11) 1999, č. 1-2, s. 151-172.
- Věda, hodnoty a lidské dimenze. Věda, technika, společnost 8(21) 1999, č.3, s. 95-117.
- Rozhovor. [Holger Kusse: Gespräch mit Professor Ladislav Tondl (Prag)]. Slavische Sprachwissenschaft und Interdisziplinarität. - (Ed.  Freidhof, G.; Kusse, H.; Schindler, F.). - München, Verlag Otto Sagner 1999, S. 129-143. - (Specimina Philologiae Slavicae. 125/5).
- Semiotic Foundation of Models and Modelling. In: Modellierungen von Geschichte und Kultur. - (Ed. Bernard, J.; Grzybek, P.; Withalm, G.). - Wien, Österreichische Gesellschaft für Semiotik 2000, S. 81-89. [Symposium der Österreichischen Gesellschaft für Semiotik Universität Graz /9./. Graz (AT), 96.11.22-96.11.24]
- Knowledge and Value Prerequisites of Evaluation and Decision-Making (Comments on Major Features of Knowledge Society). In: Towards the Information Society. The Case of Central and Eastern European Countries. - (Ed. Banse, G.; Langenbach, C., J.; Machleidt, P.). - Heidelberg, Springer 2000, p. 179-192. - (Wissenschaftsethik und Technikfolgenbeurteilung. 9).
- Systémové rysy hodnocení ve vědě a výzkumu. Věda, technika a společnost 9(22) 2000, č.1, s. 29-51
- Semiotic Foundation of Models and Modelling. Theoria - Segunda Época 15 2000, No 39, p. 413-420
- Hodnocení a posuzování ve vědě a výzkumu. Grantová agentura ČR, Praha 2000, 59 s.
- Věda, vysoké školy a rozvoj "intelektuálního bohatství". In: Vybraná témata na přelomu století. - Praha, Česká asociace Římského klubu 2001, s. 3-6 (spoluautor)
- Sociální a hodnotové předpoklady tvůrčích iniciativ ve vědě. In: Vybraná témata na přelomu století. - Praha, Česká asociace Římského klubu 2001, s. 63-68.
- Information and Systems Dimensions of Technological Artefacts. In: Advances and Problems in the Philosophy of Technology. - (Ed. Lenk, H.; Maring, M.). - Münster, LIT Verlag 2001, p. 329-347
- Citizen's Readiness to cope with the Challenges and Opportunities of the Information and Electronic Society. In: Innovations for an e-Society. Challenges for Technology Assessment. - Berlin, Institut fur Technikfolgen-abschätzung und Systemanalyse and VDI/VDE-Technologiezentrum Informationstechnik 2001, p. 1-6. [Innovations for an e-Society. Challenges for Technology Assessment. Berlin (DE), 01.10.17-01.10.19]
- Concatenation. In: Proceedings of LP'2000. - (Ed. Palek, B.; Fujimura, O.). - Prague, Karolinum Press 2001, p. 197-211. - (Acta Universitatis Carolinae. Philologica. 1-2). [Item Order: Its Variety and Linguistic and Phonetic Consequences. Prague (CZ), 00.08.21-00.08.25]
- Zřetězení. Věda, technika a společnost 10(23) 2001, č.1, s. 41-68
- Science's Stimulating Function and Active Society. Prakseologia 2001, No. 41, p. 203-218
- Citizens' Readiness to Cope with the Challenges and Opportunities of the Information and Electronic Society. Věda, technika, společnost 10(23) 2001, č.4, s. 27-52
- Science, Values and Human Dimension. Journal for General Philosophy of Science 32 2001, No. 2, p. 307-327
- Věda jako předmět zkoumání, posuzování a rozhodování. Teorie vědy XI (XXIV) 2002, č. 1, s. 29-55
- Význam dialogu vědy se společností. In: Společenské hry (analytický přístup). - (Ed. Doubravová, J.). - Dobrá Voda u Pelhřimova, Aleš Čeněk 2003, s. 31-48. [Semiotická konference "Společenské hry" /2./. Praha (CZ), 95.11.20-95.11.21]
- Positive Alternative and European Integration. In: Penser l'Europe. - Bucurest, Editura Academiei Romane 2003, p. 61-64. [Penser l'Europe. Sinaia (RO), 02.09.25-02.09.29)
- Konkatenation, Kommunikation und technische Artefakte. In: Kornwachs, K. (ed.): Technik - System – Verantwortung (Technikphilosophie 10). Münster, Lit-Verlag 2004. - 20 s., s. 199-218
- Alternativen und kreative Tätigkeit als Suche. In: Rationalität in der Angewandten Ethik. In: Fobel, P. Banse, G., Kiepas, A. Zecha, G. (eds.). Racionalita v aplikovaných etikách. Banská Bystrica, vyd. Kniháreň – Ján Bernát, 2004, s. 67-77
- Sémiotické funkce konceptuálního rámce. Organon F. Roč. 12, č.3 (2005), s. 278-293
- Několik vzpomínek na N. Wienera a počátky kybernetiky u nás. Sborník Kybernetika a společnost na prahu XXI. století. Vysoké učení technické v Brně, 2005, s. 139-143
- Sémantické okruhy sémiotiky. Internetový filozofický časopis University Karlovy, Praha 2005, 19 s.
- Problémové okruhy filosofie techniky. Internetový filozofický časopis Univerzity Karlovy, Praha 2005, 20s.
- The Role of Values in Human Life. Teorie vědy, roč. 29, č. 1, 2007, s. 129-151. https://doi.org/10.46938/tv.2007.427
- New Accents and Initiatives in Technology Assessment. In: Banse, G. (ed.): Technological and Environmental Policy. Studies in Eastern Europe. Berlin, edition sigma, 2007, s. 83-102
- Rational actions and the integration of knowledge. Journal for General Philosophy of Science, No. 38 (2007), s. 91-110
- Vztahy člověka a technických děl. In: Krámský, D. (ed.): Humanitní vědy dnes a zítra, Liberec, nakl. Bor 2007, s. 77-94
- Filosofické souvislosti kybernetiky: K šedesátému výročí kybernetiky. Organon F. roč. 15, č. 3 / 2008, s. 295-303
- Znalosti, hodnoty a civilizace. In: Tomeš, J. (ed.): Naše nynější modernita (Diskuse o dějinné perspektivě modernity v pojetí Jaroslava Krejčího). Sociologické nakladatelství, Praha 2008, s. 33-38
- Problem Areas of the Philosophy of Technology. In: Gasparski, W., A. (ed.): Praxiology and the Philosophy of Technology. Transaction Publishers, New Brunswick 2008, s. 25-44
- Sixty Years of Cybernetics: The Philosophical Foundations of Cybernetics. Kybernetika, roč. 44, č. 3 / 2008, s. 299-306
- Znalost a moudrost. Forum scientiae et sapientiae, roč. 15, č. 1 / 2008, s. 14-18
- Struktury rozhodování. Organon F., roč. 16, č. 3/2009, s. 381-399
- Relevance sdělení. Šedesát let kybernetiky. Brno: Akademické nakladatelství CERM, 2009 – (Lacko, B.), s. 259-271
- Poznání a znalost. Kognitivní věda dnes a zítra. Brno: Bor, 2009 (Krámský D.), s. 69-79
- On Qualified Use and Application of Knowledge. Teorie vědy, roč. 31, č. 3-4, 2009, s.107-129. https://doi.org/10.46938/tv.2009.40
- Metamorfózy postojů k vědě a výzkumu. Filosofický časopis, roč. 57, č. 2, 2009, s. 237-250
- Konceptuální rámce a reference. Kognitivní věda dnes a zítra. Brno: Bor, 2009, (Krámský D.), s.265-276
- Etické hodnoty a cílově orientovaná činnost. Studie o hodnotách. Praha: Aleš Čeněk, 2009, s. 19-40
- John Stuart Mill a sémantický dualismus. Plzeň: Vydavatelství Západočeské univerzity v Plzni, 2010, R. Bystřický, J. Doubravová, s. 61-73
- On Qualified Use and Application of Knowledge. On Prospective technology Studies. Karlsruhe: Impressum –KIT, 2011 – G. Banse, A. Grunwald, I. Hronszky, G. Nelson, s.139-147
- On Qualified Use and Application of Knowledge. Chinese Semiotic Studies. Nanjing: Nanjing Normal University Press, 2011, s.197-212
- O problémech a cílech řízení znalosti. Teorie vědy, roč. 33, č. 3/2011, s. 469-480. https://doi.org/10.46938/tv.2011.106
- O aplikacích etických hodnot a hodnotových postojů. Aplikovaná etika vo vedeckej priprave doktorandov. Banská Bystrica: FHS – Univerzita Mateje Bela v Banskej Bystrici, 2011 – V. Ďurčík, s. 84-123
- In Semitic Also Competent for Man’s Communication with Technical Artefacts. Culture as Sign Systems and Processes. Plzeň: Západočeská univerzita Plzeň, 2011, J. Doubravová, R. Schuster, s.71-86
- On the Role of Values in the World of Technology. New Brunswick, 2012 – O. Loukola, W. Gasparski, s. 179-196
- Genetyczne wyekwipowanie dzialalnošci naukowej oraz innowacyjnej. Nauka, technika, spoleceństwo, Akademię Leona Kožmińskiego 2012, Lech W. Zacher, s. 215-226
- On the Problems and Goals of Knowledge Management. Von der Informations- zur Wissensgesellschaft. e-Society – e-Partizipation – e-Identität, Berlin : Trafo Wissenschaftsverlag, 2013 - (Banse, G.; Hauser, R.; Machleidt, P.; Parodi, O.), s. 95-116
- O potřebě přístupu k lidské komunikaci. Tygramatika, Praha : Dokořán, 2013 - (Faltýnek, D.; Gvoždiak, V.), s. 38-50
- On the Significance of „Responsibility“ in Technological Thinking. A Treatise on Good Robots. Praxiology: The International Annual of Practical Philosophy and Methodology, Volume 21, 2013 (Krzysztof Tchon, Editor Wojciech W. Gasparski), s. 171-183.

## Ocenění
Během svého života Ladislav Tondl získal různá ocenění, mimo jiné:
- Medaile Za zásluhy o český stát  II. stupeň v oblasti vědy (2004)
- Čestná oborová medaile Františka Palackého za zásluhy v historických vědách[nedostupný zdroj] (1999)
- Pamětní medaile Filozofické fakulty Západočeské univerzity v Plzni za badatelský přínos ve filosofii a zásluhy o vznik Filozofické fakulty ZČÚ v Plzni (2008)